# Большое Ондрово
Большо́е О́ндрово (фин. Ontrova) — деревня в Гатчинском муниципальном округе Ленинградской области.

## История
На карте Ингерманландии А. И. Бергенгейма, составленной по шведским материалам 1676 года, упоминается как деревня Androva.
На шведской «Генеральной карте провинции Ингерманландии» 1704 года — как Androfvaby.
Как деревня Андрофсина она обозначена на «Географическом чертеже Ижорской земли» Адриана Шонбека 1705 года.
На карте Санкт-Петербургской губернии Я. Ф. Шмидта 1770 года — как деревня Андрово.
В 1806—1807 годах деревня являлась вотчиной великого князя Михаила Павловича из которой были выставлены ратники Императорского батальона милиции.
Деревня Большая Андрова из 27 дворов, упоминается на «Топографической карте окрестностей Санкт-Петербурга» Ф. Ф. Шуберта 1831 года.

БОЛЬШОЕ АНДРОВО — деревня вотчины его императорского высочества великого князя Михаила Павловича, число жителей по ревизии: 76 м. п., 83 ж. п. (1838 год)

На картах Ф. Ф. Шуберта 1844 года и С. С. Куторги 1852 года, обозначена как деревня Большая Андрова, состоящая из 27 дворов.
В пояснительном тексте к этнографической карте Санкт-Петербургской губернии П. И. Кёппена 1849 года она записана как деревня Ondrua (Большое Андрово) и указано количество её жителей на 1848 год: савакотов — 72 м. п., 94 ж. п., всего 166 человек.

ОНДРОВО БОЛЬШОЕ — деревня её высочества государыни великой княгини Елены Павловны, по почтовому тракту, число дворов — 21, число душ — 80 м. п. (1856 год)

Согласно «Топографической карте частей Санкт-Петербургской и Выборгской губерний» в 1860 году деревня называлась Большая Андрова состояла из 36 крестьянских дворов.

БОЛЬШОЕ ОНДРОВО — деревня Ораниенбаумского дворцового правления при колодце, число дворов — 31, число жителей: 89 м. п., 32 ж. п. (1862 год)

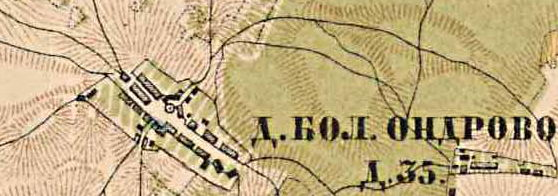
План деревни Большое Ондрово. 1885 год

В 1885 году деревня Большое Ондрово насчитывала 35 дворов.
В конце XIX — начале XX века деревня административно относилась к Староскворицкой волости 3-го стана Царскосельского уезда Санкт-Петербургской губернии. Население деревни было исключительно финским.
В 1903 году в деревне открылась школа. Учителем в ней работал П. Фоуди.
К 1913 году количество дворов увеличилось до 37.
С 1917 по 1918 год деревня Большое Ондрово входила в состав Староскворицкой волости Детскосельского уезда.
С 1918 года в составе Ондровского сельсовета Вохоновской волости.
С 1923 года в составе Венгиссаровской волости Гатчинского уезда.
Согласно данным переписи населения СССР 1926 года в деревне Большое Ондрово Ондровского сельсовета Венгисаровской волости Троцкого уезда проживали 228 человек, большинство финны, а также русские, эстонцы и немцы.
С 1927 года в составе Гатчинского района.
С 1928 года в составе Вохоновского сельсовета. В 1928 году население деревни Большое Ондрово также составляло 228 человек.

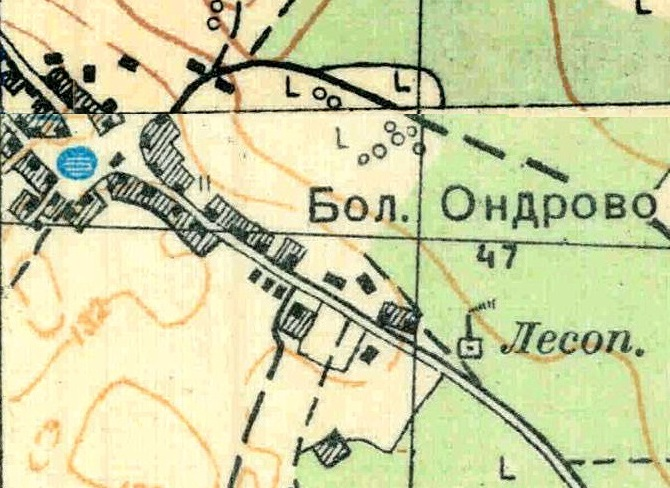
План деревни Большое Ондрово. 1931 год

Согласно топографической карте 1931 года деревня насчитывала 47 дворов. В деревне находилась паровая лесопилка.
По данным 1933 года деревня Большое Ондрово входила в состав Вохоновского сельсовета Красногвардейского района.
С 1939 года в составе Низковицкого сельсовета.
Деревня была освобождена от немецко-фашистских оккупантов 22 января 1944 года.
С 1952 года вновь в составе Вохоновского сельсовета.
С 1954 года в составе Большеондровского сельсовета.
В 1965 году население деревни Большое Ондрово составляло 275 человек.
По данным 1966 и 1973 годов деревня Большое Ондрово также находилась в составе Большеондровского сельсовета и являлась его административным центром.
По данным 1990 года деревня Большое Ондрово входила в состав Сяськелевского сельсовета Гатчинского района.

## География
Деревня расположена в северо-западной части района на автодороге А120 (Санкт-Петербургское южное полукольцо) в месте примыкания к ней автодороги 41К-220 (Кезелево — Большое Ондрово).
Расстояние до административного центра поселения, деревни Сяськелево — 7 км.
Расстояние до ближайшей железнодорожной станции Войсковицы — 12 км.
Расстояние до районного центра — 20 км.

## Демография
| 1838 | 1848 | 1862 | 1928 | 1965 | 1997 | 2006 |
| ---- | ---- | ---- | ---- | ---- | ---- | ---- |
| 159  | ↗166 | ↘121 | ↗228 | ↗275 | ↘76  | ↘65  |
| 2007 | 2010 | 2012 | 2013 | 2017 |      |      |
| →65  | ↗72  | ↘57  | ↘52  | ↘47  |      |      |

В 1997 году в деревне проживали 76 человек, в 2002 году — также 75 человек (русские — 82%).
По состоянию на 1 января 2007 года в деревне находилось 35 домохозяйств, где проживало 65 человек, в 2010 году — 72.

### Национальный состав
Согласно данным Всероссийской переписи населения 2021 года в деревне проживали 222 человека, из них:
 русские — 187, узбеки — 13, киргизы — 5, цыгане — 5, финны — 2, марийцы — 1, таджики — 1, чуваши — 1 человек, остальные национальность не указали.

## Предприятия и организации
- Почтовое отделение
- ООО МПК «Лукулус» — производство и продажа колбасных изделий